# Prochromadorella neopolitana
Prochromadorella neopolitana är en rundmaskart som först beskrevs av De Man 1876.  Prochromadorella neopolitana ingår i släktet Prochromadorella och familjen Chromadoridae. Inga underarter finns listade i Catalogue of Life.